# Lindbusch
Koordinaten: 51° 29′ 17″ N, 11° 51′ 55″ O

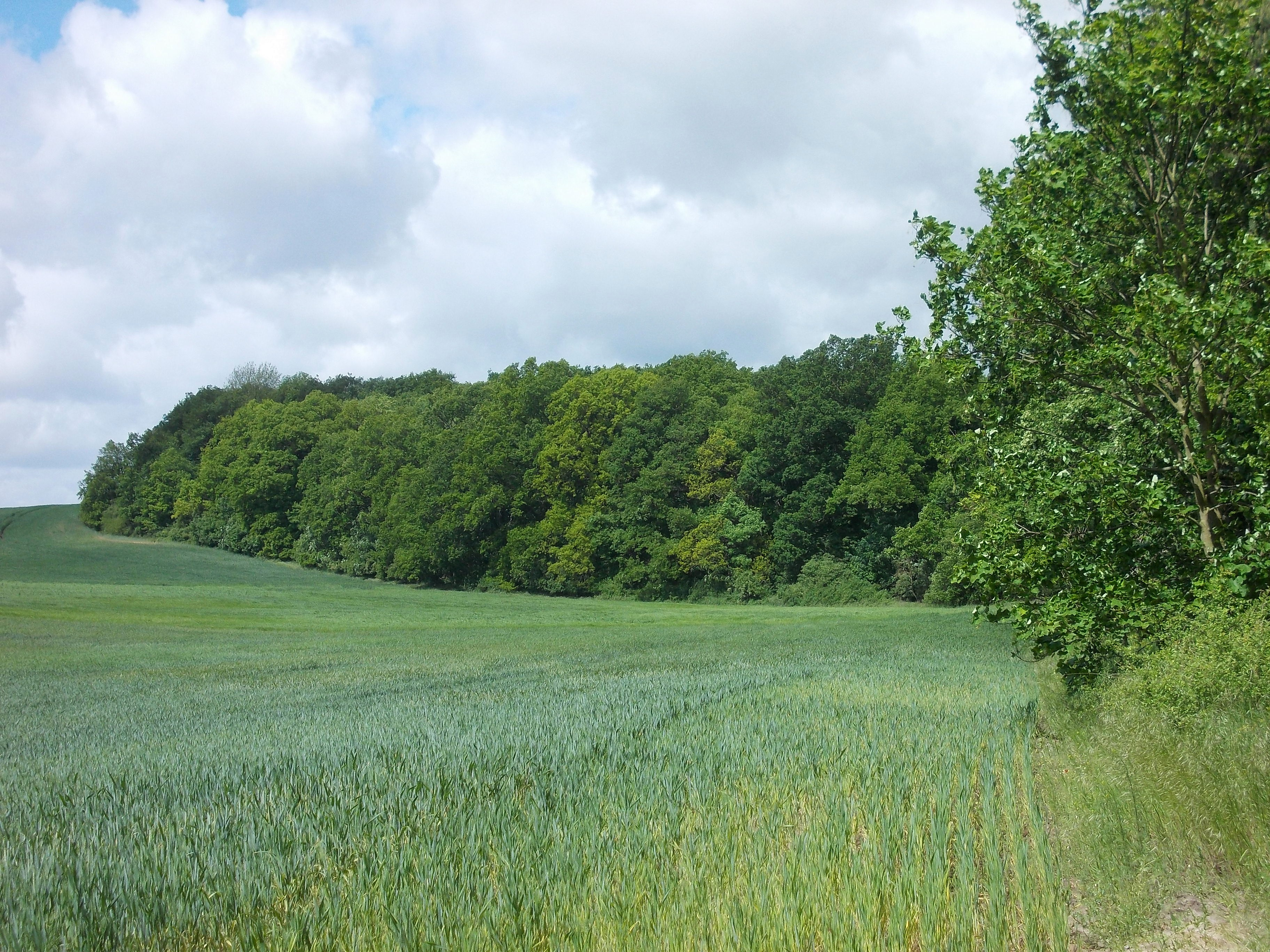
Blick zum Naturschutzgebiet „Lindbusch“

Der Lindbusch ist ein Naturschutzgebiet in der Einheitsgemeinde Salzatal im Saalekreis in Sachsen-Anhalt.
Das Naturschutzgebiet mit dem Kennzeichen NSG 0116 ist 20,6 Hektar groß. Es ist vollständig Bestandteil des FFH-Gebietes „Dölauer Heide und Lindbusch bei Halle“. Im Nordosten grenzt es an das Landschaftsschutzgebiet „Dölauer Heide“. Das Gebiet steht seit dem 1. Mai 1961 unter Schutz (Datum der Verordnung: 30. März 1961). Zuständige untere Naturschutzbehörde ist der Saalekreis.
Das Naturschutzgebiet liegt westlich von Halle (Saale) im Süden des Naturparks Unteres Saaletal. Es stellt ein naturnahes Waldgebiet und einen im Südwesten daran anschließenden Halbtrockenrasen an einem circa 30 Meter nach Norden und Westen abfallenden Steilhang am Rand der Grundmoränenhochfläche der Dölauer Heide unter Schutz. Der Wald wird von winterlindenreichem Traubeneichen-Hainbuchenwald, Eichen-Mischwald und Hainbuchen-Ulmen-Hangwald geprägt. Die Krautschicht der Waldgesellschaften wird vor allem von Frühjahrsblühern sowie Türkenbund, Diptam, Zwerglerchensporn, Eichenlattich, Deutschem Alant und Buntem Perlgras gebildet. Daneben sind verschiedene Pilze, darunter Gewimperter Erdstern, Mausgrauer Scheidling und Steppenkoralle zu finden. Die Rasenfläche ist unterschiedlich stark verbuscht.
Die Wälder im Naturschutzgebiet bieten verschiedene Vögel, darunter Schwarz- und Rotmilan, Habicht, Waldohreule und Mittelspecht einen geeigneten Lebensraum. Die verbuschten Rasenflächen sind Lebensraum von Neuntöter, Raubwürger, Wachtel, Goldammer und Sperbergrasmücke, die alle hier auch brüten. Insekten sind u. a. durch verschiedene Käfer, darunter Laufkäfer wie Kleiner Puppenräuber und Kurzgewölbter Laufkäfer, Prachtkäfer wie Himbeerprachtkäfer und Glänzender Blütenprachtkäfer sowie Bockkäfer wie Eichen-Tiefaugenbock, Mattschwarzer Scheibenbock, Kleiner Schönbock und Mohrenschmalbock vertreten. Auch verschiedene Schnecken sind im Naturschutzgebiet heimisch, darunter Raue Windelschnecke und Wulstige Zylinderwindelschnecke.